# 苗栗市立圖書館
苗栗市立圖書館為苗栗市公所成立的公共圖書館，總館位於苗栗市大同路82號，和苗栗縣苗栗市大同國民小學鄰居。另設有一所北苗圖書室分館，位於苗栗市北苗地區。苗栗客運苗栗站等皆在本館附近，交通便利。

## 歷史
- 1990年10月15日動工興建。
- 1991年7月20日竣工。
- 1992年2月29日正式開館啟用。

## 圖片集

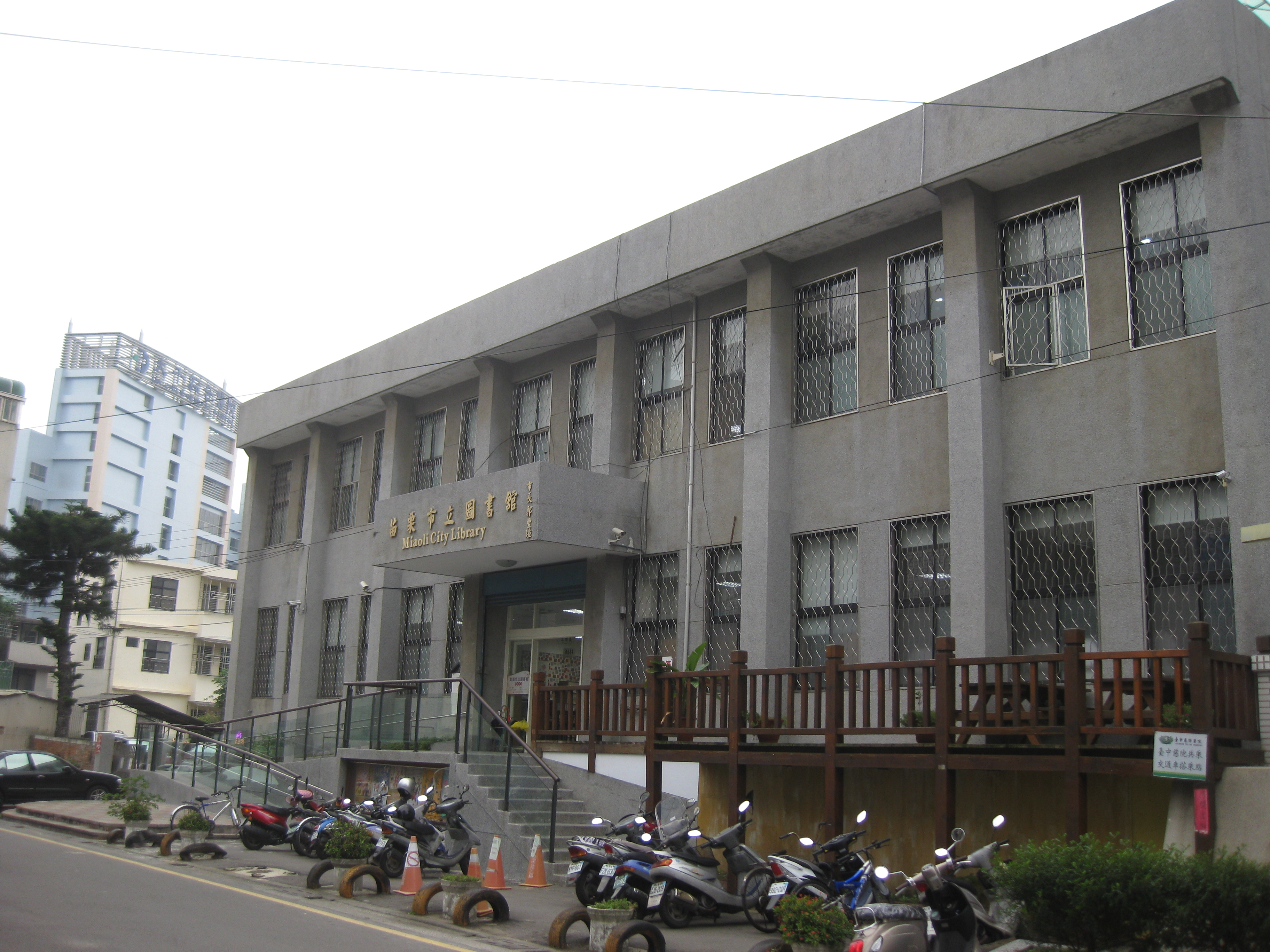
苗栗市立圖書館
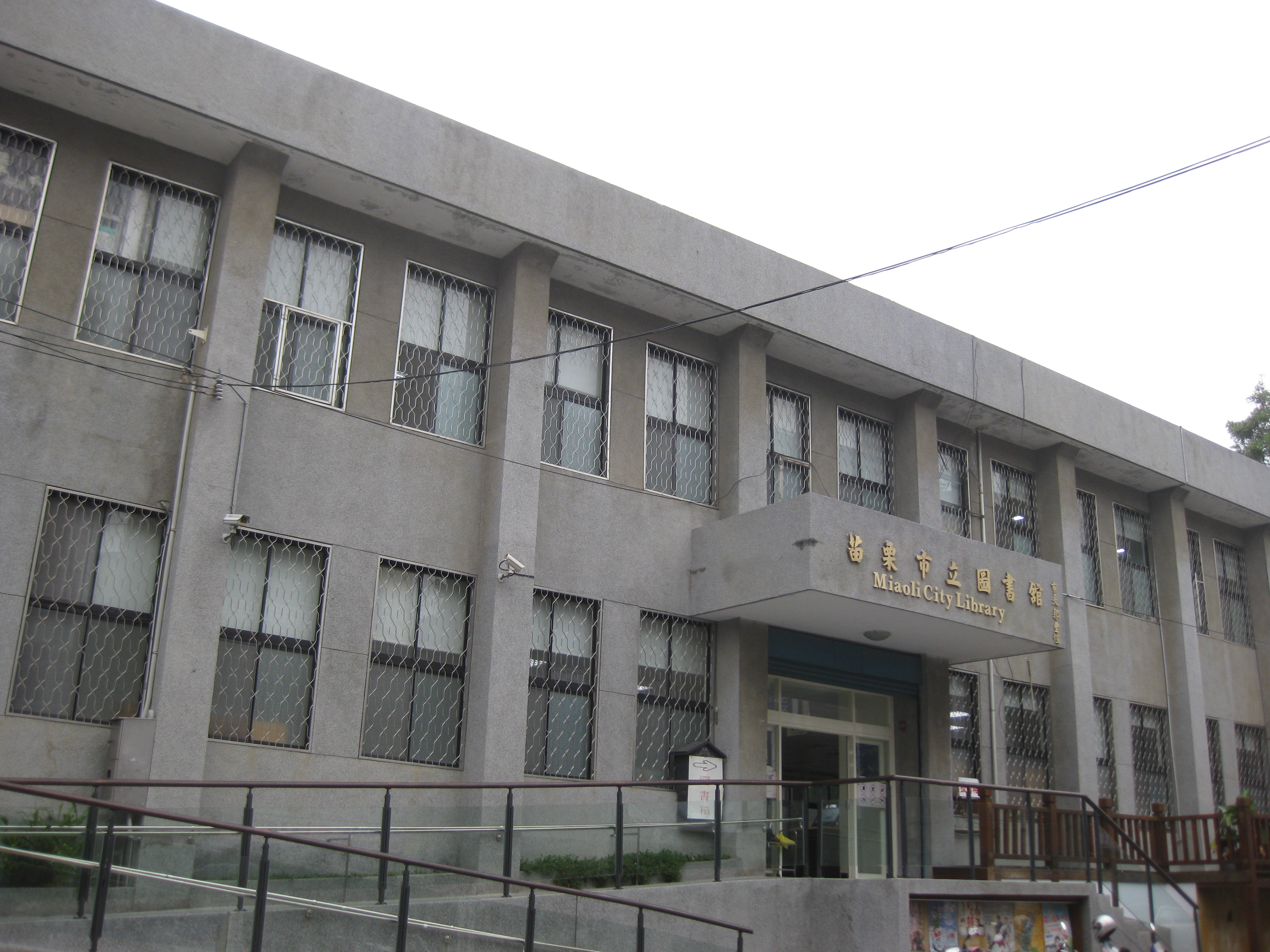
苗栗市立圖書館

## 外部連結
- 苗栗市立圖書館 （页面存档备份，存于）
- 苗栗縣立圖書館 （页面存档备份，存于）
- 苗栗市立圖書館的Facebook專頁